# Estación de Leça do Balio
La Estación Ferroviaria de Leça do Balio es una plataforma ferroviaria de la Línea de Leixões, que sirve a parroquias de Leça do Balio, en el ayuntamiento de Matosinhos, en Portugal; no es utilizada por servicios de pasajeros desde el 1 de febrero de 2011, fecha en que todos los servicios de este tipo fueron suspendidos en la Línea de Leixões.

## Características
En 2010, presentaba dos vías de circulación, con 352 y 346 metros de longitud; las dos plataformas tienen ambas 70 metros de extensión y 70 centímetros de altura.

## Historia
Los trenes de pasajeros en la Línea de Leixões fueron suspendidos el 1 de febrero de 2011, debido al reducido número de pasajeros que la usaban.